# Mar de Bohai
El mar de Bohai (en chino, 渤海; pinyin, Bó Hăi; literalmente, ‘mar Bo’) o golfo de Bohai es un pequeño mar interior o golfo ubicado en el extremo septentrional del mar de la China Oriental (océano Pacífico), al noroeste del mar Amarillo, en la costa noreste de China. Tiene unos 78 000 km² y su proximidad a Pekín hace de él uno de los corredores marítimos con mayor tráfico del planeta. En las últimas décadas se han descubierto yacimientos de petróleo y gas natural.
También se le ha denominado golfo de Chihli (直隸; Zhílì) o golfo de Pechihli (北直隸; Běizhílì), antiguos nombres de la actual provincia de Hebei.

## Etimología
El nombre Bohai es una redundancia ya que "hai" quiere decir mar en chino, sin embargo, según los registros históricos, en la dinastía Zhou occidental, no había un nombre específico para las zonas marítimas, y todos los mares se denominan simplemente utilizando el sustantivo "mar". 
Con el desarrollo de la economía, el aumento de la población en las áreas costeras, el auge de la pesca y la ocurrencia de desastres marinos a lo largo de la costa, fue cuando la gente comenzó a nombrar y distinguir las áreas marinas colocándoles nombres propios como puntos de referencias.
Según los registros históricos, Bohai (勃海) pasó a llamarse Bohai (渤海), aunque son sonidos homófonos, el primer Bo (勃) significa "que prospera/que crece" mientras el segundo Bo (渤) es un sinograma modificado al que se le agregó el radical agua. En el período de primavera y otoño, al mar se le llamaba Beihai (北海) "mar del norte" , también se le conoció como Shaohai (少海) joven mar.
En las dinastías Han, Wei y Jin existió la Comandancia de Bohai. Durante los primeros años de la República de China, la zona era llamada Golfo de Zhili (直隶), los mapas europeos y estadounidenses solían utilizar la variante Golfo de Chihli (直隶海湾) o Golfo de Pechihli（北直隶海湾). Tras la expedición al norte en la República de China, la provincia de Zhili pasó a llamarse provincia de Hebei, bahía de Zhili y estrecho de Zhili, por lo que pasó a llamarse bahía de Bohai y estrecho de Bohai.

## Geografía
El golfo está delimitado por la península de Liaodong, al noreste, y la península de Shandong, al sur y está formado por tres bahías: la de Laizhou al sur, la de Liaodong al norte y la de Bohai al oeste. En él desembocan cuatro ríos: el Amarillo, el río Liao, el río Hai y el río Luan. Baña las costas de las provincias de Shandong, Liaoning y Hebei y la municipalidad de Tianjin. En su interior está la isla de Zhifu, perteneciente a la ciudad de Yantai, en la provincia de Shandong.
Sus ciudades portuarias más importantes son:
- En Hebei: Qinhuangdao.
- En Liaoning: Dalian, Huludao, Jinzhou y Yingkou.
- En Shandong: Longkou, Weihai y Yantai.
- Tianjin

## Hidrocarburos
La bahía de Bohai alberga enormes reservas de hidrocarburos como petróleo y gas. El principal campo en la región es el Shengli (胜利油田) siendo el segundo más grande del país con 650 000 barriles (103 000 m³) de petróleo diarios en producción, que comenzó su exploración en 1964, pero sus reservas hoy están en disminución.
Muchas de las empresas alrededor del mar son chinas, pero también albergan otras extranjeras como ConocoPhillips, Roc Oil entre otras.
Los derrames de petróleo se han reportado con frecuencia en esta región: tres derrames se produjeron en un plazo de dos meses en 2011. En noticias recientes se informó que el yacimiento petrolífero Penglai 9-1, localizado en el mar de Bohai, en el norte del país, es el mayor descubierto en la región en los últimos años.